# Sigmatostalix
Sigmatostalix é um género botânico pertencente à família das orquídeas (Orchidaceae). Foi proposto por Reichenbach f. em 1852, em Botanische Zeitung. Berlin 10: 769. A espécie tipo do gênero é a Sigmatostalix graminea (Poepp. & Endl.) Rchb.f., anteriormente descrita como Specklinia graminea Poepp. & Endl.. O nome deste gênero refere-se à curvatura da coluna de suas flores.

## Distribuição
Sigmatostalix reúne cerca de cinqüenta pequenas espécies epífitas, de crescimento cespitoso, distribuídas do sul do México ao norte do Brasil e Bolívia, com a maioria das espécies originárias do noroeste da América Latina, em áreas de clima bastante diverso, desde o nível do mar até cerca de três mil metros de altitude. Seu centro de dispersão situa-se na Colômbia e apenas duas espécies estão registradas para Brasil .

## Descrição
A maioria das espécies deste gênero forma grandes touceiras que apresentam múltiplas inflorescências alongadas, com bastantes flores algo espaçadas. Estas hastes duram diversos anos e florescem novamente, até diversas vezes por ano, não raro continuamente por meses, as flores brotando o mesmo local onde estiveram as flores anteriores.
Apresentam rizoma muito curto, com pseudobulbos em regra monofoliados extremamente agregados, elípticos, lateralmente comprimidos, não raro arroxeados, guarnecidos por diversas Baínhas foliares imbricantes. As folhas são lanceoladas, delgadas e maleáveis. A inflorescência é basal, ereta ou arqueada, racemosa, raro paniculada, curta ou alongada, com poucas ou até trinta flores bastante pequenas, mas vistosas pela quantidade, que à primeira vista em algumas espécies podem lembrar alguns Oncidium, em outras Horichia ou Ornithophora.
Apesar de vegetativamente serem bastante similares, podemos separar pelo menos três grupos de flores diferentes: A espécie tipo bem como a Sigmatostalix huebneri pertencem ao grupo de espécies menores, com inflorescência mais curta e flores minúsculas em pouca quantidade e mais agrupadas. O labelo destas espécies é mais simples, geralmente algo reflexo e com espessamento ou leve calosidade no disco e unguículo bastante curto.
O segundo grupo, bem mais numeroso, é composto por plantas com inflorescência mais longa e flores mais espaçadas, de labelo longamente unguiculado e praticamente sem calosidade no disco, este é o grupo a que pertencem a Sigmatostalix picta bem como a Sigmatostalix amazonica.
O terceiro grupo é similar a este porém suas flores apresentam calosidade bastante grande e complexa no disco do labelo, que por vezes chama até mesmo mais atenção que o restante do labelo, a este grupo pertence a Sigmatostalix minax.
As flores apresentam sépalas e pétalas livres, ocasionalmente reflexas, em regra de tamanho e formato similares, mas as pétalas levemente mais estreitas que as sépalas. O labelo é simples, mas de formatos variáveis, unguiculado ou séssil, em algumas espécies com espessos calos ocos cheios de néctar. A coluna constitui-se em uma de suas principais características pois é sempre muito alongada, bastante proeminente, arqueada ou sinuosa, muito delgada na base, algo clavada, com ou sem asas e outros apêndices, apresenta antera terminal com duas polínias.

## Filogenia
De acordo com os resultados de estudos filogenéticos, o gênero aparece como irmão de Odontoglossum, Cochlioda, Chamaeleorchis, e de algumas seções de Oncidium, dentre elas a seção Oncidium, portanto a que inclui a espécie tipo do gênero. Caso a filogenia realmente se verifique conforme os resultados apresentados, restam duas opções, a criação de mais meia dúzia de gêneros para subordinar algumas das seções de Oncidium e certa redefinição e adequação dos gêneros já existentes, ou a subordinação de todos os gêneros acima citados, e mais alguns, a uma nova ampla delimitação de Oncidium, com espécies extremamente díspares.

## Lista de espécies
- Sigmatostalix abortiva  L.O.Williams (1940)
- Sigmatostalix adamsii  Dodson (1977)
- Sigmatostalix adelaidae  Königer (1995)
- Sigmatostalix amazonica  Schltr. (1925)
- Sigmatostalix arangoi  Königer (2001)
- Sigmatostalix ariasii  Königer (1999)
- Sigmatostalix aristulifera  Kraenzl. (1922)
- Sigmatostalix auriculata  Garay (1968)
- Sigmatostalix bicallosa  Garay (1951)
- Sigmatostalix brevicornis  Königer & J.Portilla (2000)
- Sigmatostalix brownii  Garay (1968)
- Sigmatostalix buchtienii  Kraenzl. (1928)
- Sigmatostalix caquetana  Schltr. (1924)
- Sigmatostalix cardioglossa  Pupulin (2003)
- Sigmatostalix crescentilabia  C.Schweinf. (1947)
- Sigmatostalix cuculligera  (Schltr.) Garay (1972)
- Sigmatostalix curvipetala  D.E.Benn. & Christenson (1995)
- Sigmatostalix dulcineae  Pupulin & G.Rojas (2006)
- Sigmatostalix eliae  Rolfe (1908)
- Sigmatostalix gentryi  Dodson (1998)
- Sigmatostalix graminea  (Poepp. & Endl.) Rchb.f. (1852) - Typus Species
- Sigmatostalix hermansiana  Königer (1999)
- Sigmatostalix hirtzii  Dodson (1998)
- Sigmatostalix huebneri  Mansf. (1934)
- Sigmatostalix hymenantha  Schltr. (1918)
- Sigmatostalix integrilabris  Pupulin (2003)
- Sigmatostalix ligiae  Königer & R.Escobar (1995)
- Sigmatostalix lutzii  Königer (1995)
- Sigmatostalix macrobulbon  Kraenzl. (1922)
- Sigmatostalix marinii  Königer (1995)
- Sigmatostalix mexicana  L.O.Williams (1942)
- Sigmatostalix minax  Kraenzl. (1922)
- Sigmatostalix miranda  Kraenzl. (1922)
- Sigmatostalix morganii  Dodson (1980)
- Sigmatostalix oxyceras  Königer & J.G.Weinm.bis (1996)
- Sigmatostalix pandurata  Schltr. (1920)
- Sigmatostalix papilio  Königer & R.Escobar (1996)
- Sigmatostalix perpusilla  Kraenzl. (1922)
- Sigmatostalix pichinchensis  Dodson (1998)
- Sigmatostalix picta  Rchb.f. (1864)
- Sigmatostalix picturatissima  Kraenzl. (1922)
- Sigmatostalix portillae  Königer (1995)
- Sigmatostalix posadarum  Königer (2001)
- Sigmatostalix pseudounguiculata  Pupulin & Dressler (2000)
- Sigmatostalix putumayensis  P.Ortiz (1991)
- Sigmatostalix renatoi  Königer (2003)
- Sigmatostalix savegrensis  Pupulin (2003)
- Sigmatostalix sergii  P.Ortiz (1991)
- Sigmatostalix tenuirostris  Kraenzl. (1922)
- Sigmatostalix trimorion  Königer (1996)
- Sigmatostalix unguiculata  C.Schweinf. (1940)
- Sigmatostalix weinmanniana  Königer (1994)